# Pseudalidus fulvofasciculatus
Pseudalidus fulvofasciculatus là một loài bọ cánh cứng trong họ Cerambycidae.